# PKWARE
PKWARE, Inc. — компания, занимающаяся разработкой программного обеспечения, основанная Филом Кацем, одним из изобретателей стандарта ZIP, в 1986 году. PKWARE выпускает программное обеспечение для шифрования и сжатия данных, используемое множеством банковских, финансовых и правительственных организаций.

## История
| Год  | Событие |
| ---- | --- |
| 1985 | Фил Кац начинает распространение утилиты PKXARC. |
| 1986 | Фил Кац основывает PKWARE. |
| 1988 | Иск от SEA в связи с распространением утилиты PKARC. |
| 1989 | PKWARE прекращает распространение PKARC. Представлен формат файла ZIP, выпущена первая версия PKZIP.                                                                                |
| 2000 | Умер Фил Кац. |
| 2001 | Новая команда менеджеров во главе с Джорджем Хаддиксом и при поддержке фирмы Grace Matthews, покупает PKWARE.                                                                       |
| 2002 | PKWARE заключает партнёрство с RSA Security, Inc. PKWARE приобретает Ascent Solutions. Получает награду PC Magazine’s Editors' Choice за программное обеспечение для сжатие данных. |
| 2004 | Выпущен SecureZIP для Windows Desktop, Windows Server, UNIX и Linux. |
| 2005 | SecureZIP распространяется на платформы среднего уровня и мейнфреймы. |
| 2006 | Выпущен SecureZIP PartnerLink. |
| 2009 | Novacap Technologies и Maranon Capital, в партнёрстве с менеджемнтом, приобретают PKWARE. PKWARE names new CEO, V. Miller Newton.                                                   |

## Продукты
- .ZIP App Note
- ZIP Reader
- PKARC, PKPAK
- PKLITE
- PKZIP
- SecureZIP
- SecureZIP PartnerLink
- SecureZIP for DLP
- SecureZIP OpenPGP Support
- SecureZIP Reader for Mobility
- Viivo